# Chiesa di San Giacomo Maggiore (Taleggio)
La chiesa di San Giacomo Maggiore è il principale luogo di culto cattolico della località di Peghera frazione di Taleggio in provincia e diocesi di Bergamo; fa parte del vicariato di San Giovanni Bianco-Sottochiesa. La chiesa conserva l'importante polittico: Pala di San Giacomo opera di Jacopo Palma il Vecchio posto in una cornice del XX secolo.

## Storia
La prima indicazione di una chiesa intitolata a san Giacomo Maggiore nella località di Peghera è inserita nel “Liber notitiae Sanctorum Mediolani” di Goffredo da Bussero della diocesi di Milano. Il 25 agosto 1474 fu retta canonicamente a parrocchiale autonoma con atto rogato da Costanzo Salvioni. L'edificio fu consacrato e intitolato a san Giacomo Maggiore dall'arcivescovo di Milano Guidantonio Arcimboldi.
Il passaggio dalla diocesi milanese a quella orobica fu conseguente alla nuova definizione dei confini diocesani e durò il triennio 1784-1787. Ebbe inizio con l'autorizzazione delle autorità civili e successivamente con l'intervento della Sacra Congregazione concistoriale nel 1784, autorizzazione poi completata con la bolla di papa Pio VI del 13 novembre 1786, e nel 1787 dalle autorità ecclesiastiche dell'episcopio venendo subito inserita nella circoscrizione del vicariato della chiesa della frazione Sottochiesa.
Nella prima metà dell'Ottocento la chiesa fu oggetto di lavori di miglioramento, per essere poi completamente ricostruita. Il 16 aprile 1868 fu posta della prima pietra del nuovo edificio, su progetto di Giuseppe Arrigoni. La chiesa doveva essere ultimata nel 1871, quando risulta che fu benedetta. La chiesa fu consacrata dal vescovo Giacomo Radini-Tedeschi nel 1906 e mantenuta nella medesima intitolazione. In quell'occasione furono donate le reliquie dei santi Vincenzo, Placido e Valentino che furono sigillate nel nuovo altare maggiore.
Nel Novecento furono eseguiti decori e pitture della volta, e lavori di mantenimento e ammodernamento con la posa del nuovo altare in ottemperanza all'adeguamento liturgico delle chiese.
Con decreto del 27 maggio 1979 del vescovo Giulio Oggioni la parrocchiale è inserita nel vicariato locale di San Giovanni Bianco-Sottochiesa.

## Descrizione

### Esterno
L'edificio di culto dal classico orientamento liturgico a est, è posto sopra un'altura. La facciata neoclassica è divisa su due ordini e tripartita da lesene. La parte inferiore presenta una zoccolatura in pietra locale e prosegue con le lesene sempre in pietra che reggono il cornicione marcapiano che divide i due ordini. Centrale nella sezione centrale vi è il portale in marmo di Zandobbio, con paraste e architrave, dove vi sono due mensole che reggono una cornice dove è posta il simbolo vescovile e la scritta  “DOM IN HONOREM S. JACOBI APOSTOLI MAJORIS”. L'ordine superiore vi è la finestra semicircolare atta a illuminare l'aula. Il frontone termina con il timpano triangolare dove è posto un orologio.

### Interno
L'interno a navata unica è diviso da lesene complete di capitelli ionici che reggono la trabeazione e il cornicione che corre tutta l'aula praticabile dove si imposta la volta a botte. Tre finestre per lato sono poste sopra il cornicione e si raccordano a mezzo di strombature con la volta.
Tre cappelle sono poste su ogni lato. Il fonte battesimale con tempietto ligneo, è posta sulla controfacciata. La prima campata è dedicata alla penitenza con i confessionali e sulla parte superiore le statue di san Giuseppe e sant'Antonio abate e la parte superiore l'organo a canne con la cantoria a cui si accede da una scala a chiocciola in ferro. Corrispondente a destra la cattedra oratoria lignea con il dipinto di San Pietro d'Alcantara che appare a santa Teresa di Francesco Domenighini. L'altare della terza cappella a sinistra è intitolato alla Madonna del sant'Rosario ed è in marmo con ancora in stucco, mentre a destra è dedicato a san Carlo e altri santi con altare in marmo con dipinto sempre del Domenighini.
La zona del presbiterio con volta a botte, sopraelevata da tre gradini e anticipata dall'arco trionfale a sesto ribassato, di misure molto inferiori alla navata; conserva infatti sul lato del presbiterio gli ingressi della sagrestia e di un armadio a muro. L'altare maggiore è in forma neoclassica in marmo rosso di Verona mentre la predella è in bianco di Carrara e verde Alpi. Il coro absidale corona la parte. Il coro è ornato dal polittico composto da sette tavole chiamata pala di San Giacomo opera di Jacopo Palma il Vecchio del 1515 che raffigura lo sposalizio della Vergine con San Giuseppe e san Filippo.